# A Modern Don Juan (film 1907)
A Modern Don Juan è un cortometraggio muto del 1907 diretto da Lewin Fitzhamon.

## Trama
Una ragazza se la fila in barca dopo un appuntamento e lui cade e si bagna nel fiume.

## Produzione
Il film fu prodotto dalla Hepworth.

## Distribuzione
Distribuito dalla Hepworth, il film - un cortometraggio di 107 metri - uscì nelle sale cinematografiche britanniche nel luglio 1907. Nello stesso anno, la Williams, Brown and Earle lo presentò anche negli Stati Uniti.
Si conoscono pochi dati del film che, prodotto dalla Hepworth, fu distrutto nel 1924 dallo stesso produttore, Cecil M. Hepworth. Fallito, in gravissime difficoltà finanziarie, il produttore pensò in questo modo di poter almeno recuperare il nitrato d'argento della pellicola.